# دیوید منسفیلد
دیوید منسفیلد (انگلیسی: David Mansfield؛ زادهٔ ۱۳ سپتامبر ۱۹۵۶) آهنگساز اهل ایالات متحده آمریکا است. از فیلم‌هایی که وی در آن نقش داشته است، می‌توان به دروازه بهشت و زندگی اینگونه است اشاره کرد.